# Ragnar Eiríksson
Ragnar Eiríksson (geboren 1979 in Reykjavík) ist ein isländischer Chefkoch. Unter seiner Leitung ist das Restaurant DILL in Reykjavík im Februar 2017 als erstes und bisher einziges isländisches Restaurant mit einem Stern vom Guide Michelin ausgezeichnet worden.

## Leben
Ragnar ist in Reykjavík und zum Teil auf dem Milchhof seiner Tante an der Südküste Islands aufgewachsen. Nachdem er den Schulabschluss verfehlt hatte, jobbte er in der Gastronomie der Hauptstadt, ehe er 2002 ein kulinarisches Praktikum im Saga Hotel absolvierte. 2006 schloss er seine Ausbildung an der Hótel- og matvælaskólinn ab.
Ragnar meint, als Kind ein sehr wählerischer Esser gewesen zu sein. Zudem habe er nahezu kein industriell hergestelltes Essen konsumiert, sondern hauptsächlich Fisch mit Kartoffeln.
Ein Aha-Erlebnis hätte er während des ökonomischen Booms 1997 gehabt, als er in einem Hotel arbeitete und der verwendete Fisch aus dem Mittelmeer angeflogen wurde. Das hielt er für ausgesprochen dumm und nahm sich vor, die Dinge zu ändern.

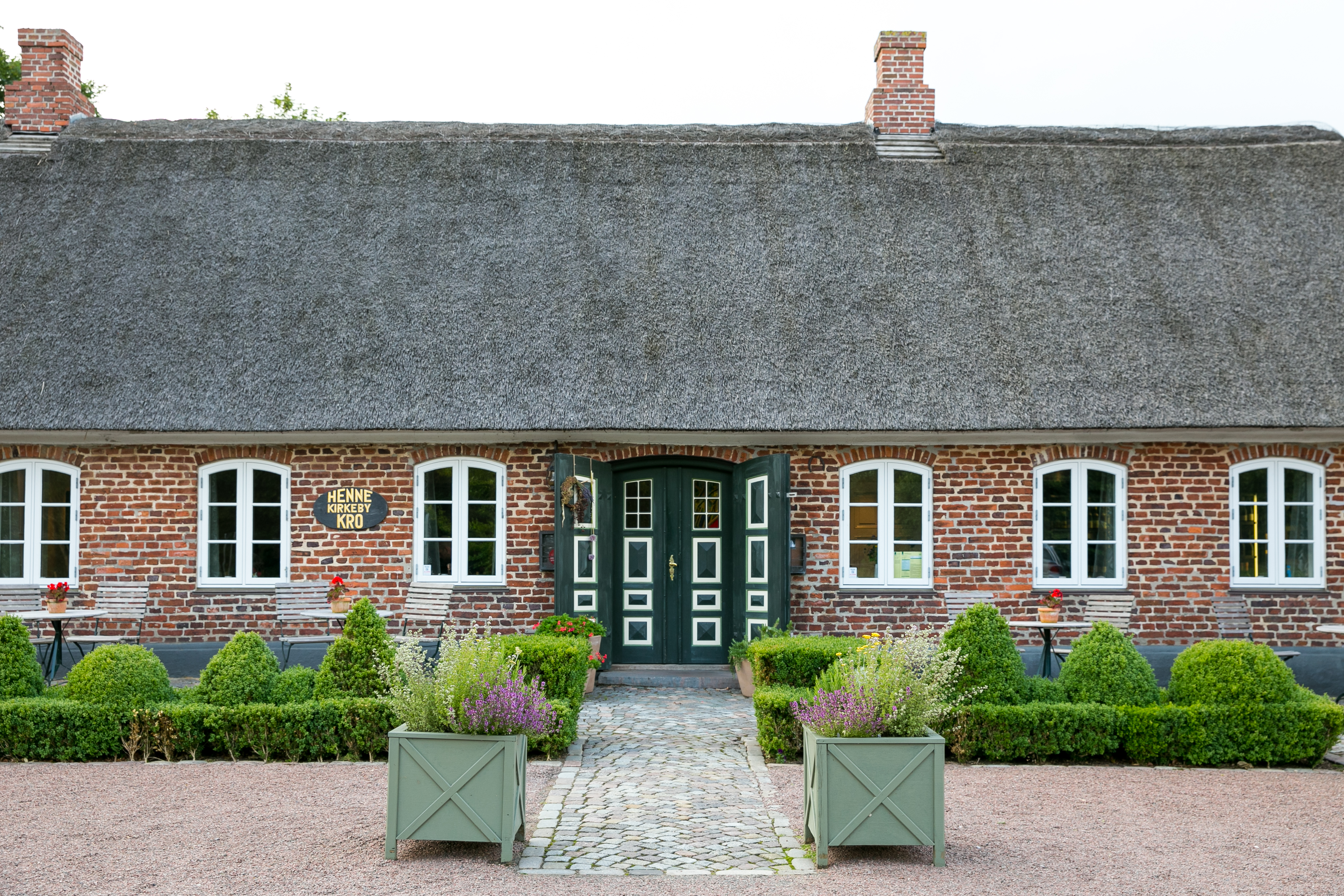
Eingang zum Henne Kirkeby Kro, 2016

2006 nach beendeter Ausbildung zum Koch arbeitete er für anderthalb Jahre im Restaurant Grillið im Hótel Sögi unter Chefkoch Karl Davíðsson. In seinen Sommerferien 2007 war er zunächst drei Wochen lang Praktikant unter Paul Cunningham beim Sternerestaurant The Paul in Kopenhagen. Im Frühjahr 2008 zog er nach Kopenhagen, wurde Praktikant im Noma und arbeitete später bei Den lille Fede und Prémisse. Cunningham holte ihn dann für die nächste Saison ins The Paul zurück. Später arbeitete er, immer noch unter Cunningham, beim ebenfalls vom Michelin ausgezeichneten Henne Kirkeby Kro, mittlerweile als Souschef. 2014 ist er der Liebe wegen wieder nach Island zurückgegangen. Zunächst arbeitete er wieder im Grillið.
Ragnar ist mit Þóra Björk Ágústsdóttir verheiratet.

### DILL

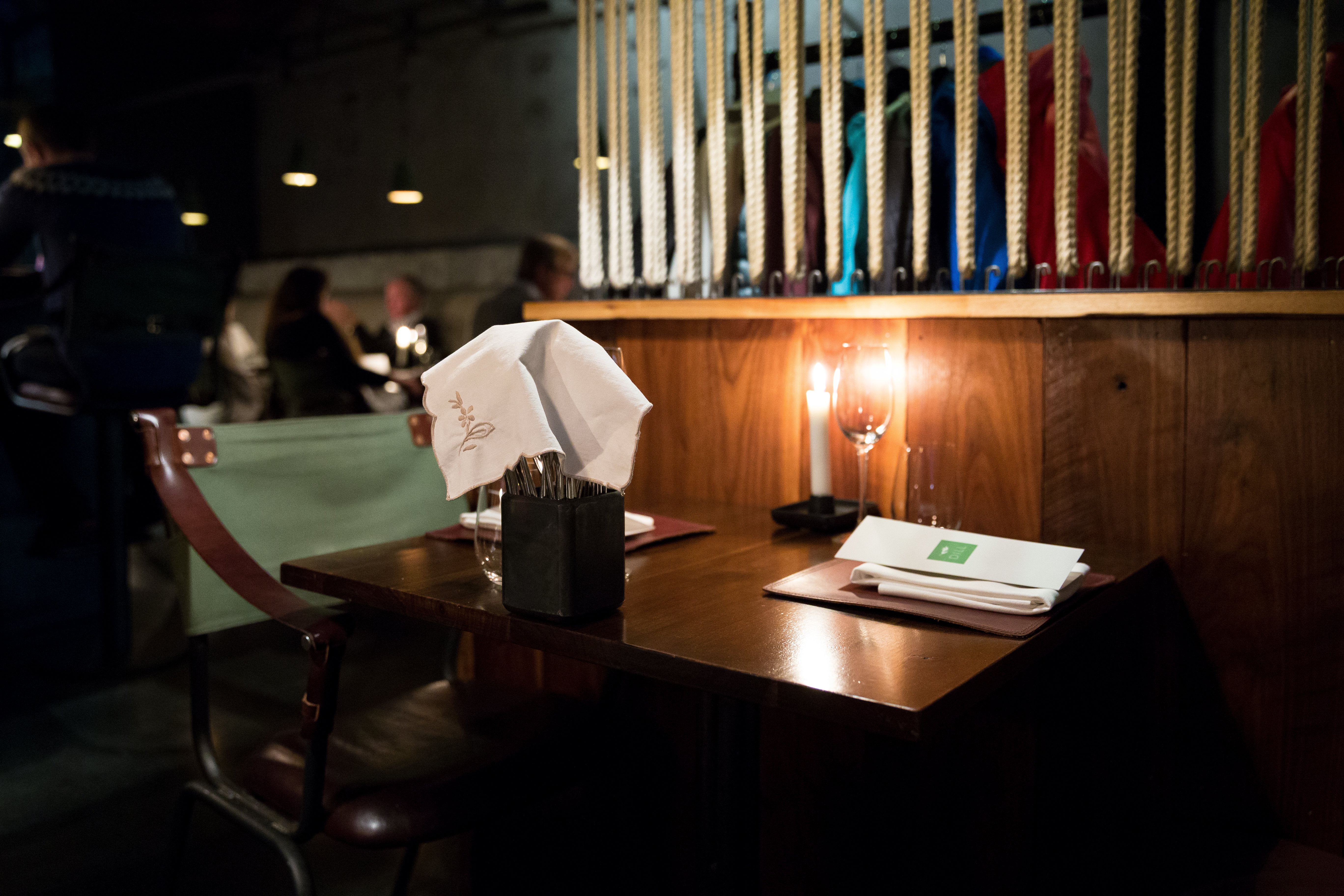
Interior des DILL, 2016

Das Restaurant DILL wurde 2009 von Chefkoch Gunnar Karl Gíslason und Sommelier Ólafur Örn Ólafsson gegründet. Es lag zunächst im Nordischen Haus, 2012 zog es dann in die Hverfisgata 12. Als Gunnar Karl Gislason 2017 nach New York ging, übernahm Ragnar das Restaurant. Er hatte dort seit zweieinhalb Jahren gearbeitet. Im Februar 2017 ist es als erstes und bisher einziges isländisches Restaurant mit einem Stern vom Guide Michelin ausgezeichnet worden. Im Herbst 2017 wurde es vom Restaurantguide White Guide Nordic zum besten Restaurant Islands mit 79 von 100 möglichen Punkten ausgezeichnet.
2017 wurde Kári Þorsteinsson Chefkoch im DILL. Das Restaurant konnte unter seiner Leitung den Michelin-Stern behalten.

### HOLT
Das familiengeführte Hótel Holt und das KEX Hostel haben im Februar 2018 ein Restaurant namens HOLT eröffnet, dessen Chefkoch Ragnar ist.

### Vínstúkan Tíu Sopar
Gemeinsam mit dem Sommelier Ólafur Örn Ólafsson, mit dem er auch im Dill zusammenarbeitete, eröffnete Ragnar 2019 eine Weinstube, die sich auf Naturweine spezialisiert hat.

## Kochstil
In einem Interview mit Flood sagte er, dass er von dem Manifest der Neuen Nordischen Küche inspiriert sei, aber auch auf andere Zutaten, wie in geothermischen Gewächshäusern auf Island gezüchtete Tomaten zurückgreife. Doch verwendet er oft heimisches und lokal angebautes Gemüse, auch im Winter. Für ihn zähle vor allem absolute Frische, er möchte Gemüse servieren, das am selben Tag geerntet wurde, da sich das beim Geschmack bemerkbar mache. Zudem versuche er sich selbst zu beschränken, entweder auf drei Zutaten oder drei Geschmäcker. Er benutze europäische Techniken und strebt nach authentisch isländischem Geschmack wie Lamm, das über Lammköttel geräuchert wird, frisch nach der Flut gesammelter Seetang oder fermentiertes Haifleisch. Letzteres sei doch sehr gewöhnungsbedürftig.
Laut dem Rezensenten des Vice, Lars Roest-Madsen, hat Cunninghams "forkærlighed for simple anretninger med stor smag er tydeligvis smittet af på islændingens tallerkner" (Vorliebe für simple Anrichtungen mit viel Geschmack die Teller des Isländers angesteckt). Als Beispiel hierfür gibt er folgendes Gericht an. Rote Beeten, die mit Beef-Jerky-ähnlichen getrocknetem Papageitaucher-Fleisch bestreut und mit rehydrierten Kirschen und Frischkäse serviert werden. Die Raspeln des getrockneten Papageitaucher-Fleischs gebe "umami og dybde og forstærker rødbedens jordede smag" (Umami, Tiefe und verstärkt den erdigen Geschmack der roten Beete).
Ragnar möchte seinen Stil entwickeln und experimentieren. In einem Interview 2017 meinte er jedoch, er würde nicht jede zweite Woche das Menu wechseln.